# Dragodanovo
Dragodanovo (Bulgaars: Драгоданово) is een dorp in Bulgarije. Het is gelegen in de gemeente Sliven, oblast  Sliven en telde op 31 december 2019 zo'n 798 inwoners.

## Bevolking
Op 31 december 2019 telde het dorp 798 inwoners. Volgens de optionele volkstelling van 2011 vormen etnische Bulgaren 65,7% van de bevolking, terwijl de Roma met 32,6% een grote minderheid vormen.
| dorp Dragodanovo | 1089 | 1151 | 1156 | 1049 | 1086 | 730 | 734 | 831 | 708 | 798 |

Het dorp heeft een gunstige leeftijdsopbouw vergeleken overige plattelandsgebieden in Bulgarije. Op 1 februari 2011 waren 192 inwoners jonger dan 15 jaar oud, 343 inwoners waren tussen de 15 en 64 jaar oud en 173 inwoners waren 65 jaar of ouder.